# František Kuba
František Kuba (3. února 1920 - ???) byl český a československý politik Komunistické strany Československa a poúnorový poslanec Národního shromáždění ČSSR a Sněmovny lidu Federálního shromáždění.

## Biografie
Ve volbách roku 1964 byl zvolen za KSČ do Národního shromáždění ČSSR za Západočeský kraj. V Národním shromáždění zasedal až do konce volebního období parlamentu v roce 1968.
11. sjezd KSČ ho zvolil za kandidáta Ústředního výboru Komunistické strany Československa. 12. sjezd KSČ a 13. sjezd KSČ ho zvolil za člena ÚV KSČ.
Během počáteční fáze pražského jara roku 1968 se uvádí jako vedoucí tajemník Krajského výboru KSČ v Západočeském kraji. Patřil ke stoupencům pasivní, opatrné linie. V souvislosti s aktivizací strany i společnosti pak čelil rostoucí kritice a reagoval odstoupením z funkce. K roku 1968 se profesně zmiňuje coby pracovník státního statku z obvodu Plzeň-město-východ.
Po federalizaci Československa usedl roku 1969 do Sněmovny lidu Federálního shromáždění (volební obvod Plzeň-město-východ), kde setrval do konce volebního období parlamentu, tedy do voleb roku 1971.